# Gerberga I
Gerberga (tussen 840 en 850 - Gandersheim, 5 september 896 of 897) was een dochter van de Saksische "hertog" Liudolf van Saksen, de patriarch van de Liudolfingen, en Oda, die via haar vader uit de familie van de Billungen stamde. Gerberga's geboorte- en sterfdatum zijn onzeker. Vanaf 874 tot haar aan dood was zij als opvolgster van haar oudere zus Hathumod de abdis van de abdij van Gandersheim. 